# 名城大學
名城大學（日语：／ Meijo daigaku *），是一所位於日本愛知縣名古屋市天白區的私立大學。1949年創校，簡稱名城、名城大。

## 历史
大學精神
「穩」「健」「中」「正」
國際排名
上海交大世界大學學術排名（ARWU）：日本第59名（2013年）

## 校區
大學擁有5個校區和1個附屬高中：
- 天白校區
- 八事校區
- 名古屋棒球場前校區
- 春日井(鷹來)校區附屬農場
- 日進校區
- 附屬高中

## 知名教授
- 赤崎勇 - 終身教授，藍光LED發明者之一，2014年諾貝爾物理學獎得主
- 天野浩 - 原教授，藍光LED發明者之一，2014年諾貝爾物理學獎得主
- 饭岛澄男 - 教授，發現奈米碳管
- 吉野彰 - 教授，發明含鋰鹼性鋰離子電池（LIB），2019年諾貝爾化學獎得主

## 知名校友
- 佐藤嘉洋 - 拳擊手
- 後藤達俊（日语：後藤達俊） - 職業摔角手
- 桐本琢也 - 演員

## 相关條目
- 日本大学列表
- 日本私立大学列表

## 外部連結
- 名城大学（日語）